# Benmore Falls
Die Benmore Falls ist ein Wasserfall im Mount-Aspiring-Nationalpark in der Region West Coast auf der Südinsel Neuseelands. Er liegt im Lauf des Gebirgsbachs The Bascand, der wenige hundert Meter hinter dem Wasserfall in den Waipara River unterhalb der Cabin Pass Rapids mündet. Die Fallhöhe des Wasserfalls beträgt 144 Meter.